# مارموت جزیره ونکوور
مارموت جزیره ونکوور (نام علمی: Marmota vancouverensis) نام یک گونه از سرده مارموت است.